# Hallo Holly
Hallo Holly (Originaltitel: What I Like About You) ist eine amerikanische Sitcom.
Die Fernsehserie startete in den USA am 20. September 2002 beim US-Fernsehnetwork The WB. In Österreich wurde die erste Sendung am 19. März 2005 auf ORF 1 ausgestrahlt, in Deutschland am 2. August 2005 auf RTL II.
Wegen sinkender Einschaltquoten und dem Zusammenschluss von The WB und UPN wurde die Serie nach der 4. Staffel und 86 Folgen abgesetzt. Am 24. März 2006 lief die letzte Folge.
Die Serie spielt in New York City und handelt vom Leben zweier Schwestern, Valerie (Jennie Garth) und Holly Tyler (Amanda Bynes).

## Handlung
Holly ist die jüngere Schwester von Valerie Tyler. Am Anfang der 1. Staffel muss sie mit ihren 16 Jahren nach Japan umziehen, da ihr Vater befördert wurde. Sie wehrt sich dagegen, weil sie schon so oft in ihrem Leben umziehen musste und bittet ihre Schwester, bei ihr einziehen zu dürfen. Henry Gibson ist ihre erste große Liebe. Sie kommt mit ihm zusammen, trennt sich aber nach einiger Zeit wieder von ihm, da sie anscheinend Gefühle für den Fahrradkurier Vince hat. Die beiden möchten zusammenkommen, doch Holly möchte ein wenig warten, bis Henry über die Sache hinwegkommt. Doch als sie bei Vince vorbeischaut, um ihm zu sagen, dass sie so weit ist, findet sie ihn mit einer anderen. Von da an war ihr klar, dass Vince ein „Spieler“ ist und sie ihm nicht vertrauen kann. 
Als Holly mittlerweile 18 Jahre alt ist, bewirbt sie sich für ein Praktikum in Paris. Henry, mit dem sie nun wieder gut befreundet ist, hilft ihr, ihre Bewerbung zu schreiben. Holly wurde angenommen und verdankt dieses Henry. Die beiden wollen wieder zusammenkommen, doch Holly muss jetzt für ein paar Monate nach Frankreich. Währenddessen hat auch Vince ihr seine Liebe gestanden. Die beiden warten am Flughafen auf Holly, doch als sie aus dem Flugzeug steigt, hat sie einen englischen Freund mit sich. Die beiden verschwinden sofort. Henry fährt nach Princeton und verschwindet aus der Serie als Hauptdarsteller.
Vince hat Holly immer noch nicht seine Liebe gestanden, doch manchmal rutschen ihm solche Sätze wie „Du solltest mit dem Engländer Schluss machen!“ heraus. Erst als Holly zu Ben (ihrem englischen Freund) „Ich liebe dich, Vince!“ sagt, wollen die beiden wieder zusammenkommen. Doch dann erfährt Holly, dass Vince mit ihrer besten Freundin Tina geschlafen hat und so wird wieder nichts aus der Beziehung.
Holly geht schließlich, nach dem Rat von einem Radiodoktor, zu Henry nach Princeton, um ihn um Hilfe zu bitten, wie sie denn mit Vince zusammenkommen kann. Nach einem langen Gespräch umarmen die beiden sich aus Freundschaftlichkeit, was Vince jedoch anders interpretiert, als er es sieht. Holly möchte Vince ihre Liebe gestehen und hofft, dass sie dieses Mal endlich zusammenkommen, doch Vince antwortet nicht auf ihre Anrufe und möchte nach Florida umziehen. Holly folgt ihm bis in sein Auto und versteckt sich dort. Doch als sie sich zeigen will, steigt ein anderes Mädchen ein. Sie muss also bis mit nach Florida fahren, um Vince dort ihre Liebe zu gestehen. 
Die beiden kehren als Paar nach New York zurück. Valerie hat mittlerweile nach einer durchzechten Nacht den Feuerwehrmann Vic geheiratet. Trotz anfangs hartnäckiger Bemühungen Valeries stimmt dieser einer Annullierung der Ehe vorerst nicht zu und möchte sechs Monate versuchen, die Ehe aufrechtzuerhalten. Nach und nach gibt Val ihren Widerstand auf und verliebt sich. Als Vince merkt, dass Holly mehr Geld verdient als er, sucht er sich einen neuen Job als Immobilienmakler. Nur ist sein Boss seine Ex-Freundin, die immer noch hinter ihm her ist. Holly macht mit Vince Schluss, weil er ihr nicht glauben will, dass seine Ex wieder mit ihm zusammenkommen will. Schließlich merkt Vince aber doch, dass Holly mit ihren Anschuldigungen recht hatte. Er ist schockiert und kündigt seinen Job, traut sich aber nicht, sich bei Holly zu entschuldigen. Er verabschiedet sich von seinen Freunden, um in Chicago ein neues Leben zu beginnen. Bei Vals zweiter Hochzeit mit Vic (die erste war ungültig) kommt er jedoch zurück, und Holly und Vince sind wieder zusammen.

## Besetzung

### Hauptdarsteller
| Schauspieler      | Rollenname          | Staffel               | Synchronsprecher     |
| ----------------- | ------------------- | --------------------- | -------------------- |
| Amanda Bynes      | Holly Ann Tyler     | 1–4                   | Marie-Luise Schramm  |
| Jennie Garth      | Valerie Kelly Tyler | 1–4                   | Cathlen Gawlich      |
| Wesley Jonathan   | Gary Johann Thorpe  | 1–4                   | Nicola Devico Mamone |
| Simon Rex         | Jeff Campbell       | 1                     | Matthias Deutelmoser |
| Leslie Grossman   | Lauren              | 2–4 (zuvor Gast)      | Ghadah Al-Akel       |
| Allison Munn      | Tina Haven          | 2–4                   | Magdalena Turba      |
| Nick Zano         | Vince               | 2–4                   | Julien Haggège       |
| Michael McMillian | Henry Gibson        | 2 (zuvor/danach Gast) | David Turba          |
| Dan Cortese       | Vic Melodeo         | 4 (zuvor Gast)        | Dennis Schmidt-Foß   |

### Nebendarsteller
| Schauspieler     | Rollenname    | Staffel |
| ---------------- | ------------- | ------- |
| Edward Kerr      | Rick          | 2–3     |
| Stephen Dunham   | Peter         | 2       |
| David de Lautour | Ben Sheffield | 3       |

### Gastauftritte
| Schauspieler     | Rollenname  | Staffel |
| ---------------- | ----------- | ------- |
| Anicka Haywood   | Jill        | 1–2     |
| Tony Hawk        | sich selbst | 1       |
| JC Chasez        | sich selbst | 1       |
| Danneel Ackles   | Kate        | 2       |
| Megan Fox        | Shannen     | 2       |
| Luke Perry       | Todd        | 3       |
| Scott N. Stevens | Dave        | 3       |
| Fran Drescher    | sich selbst | 3       |
| Jesse McCartney  | sich selbst | 3       |
| Jason Priestley  | Charlie     | 4       |

## Sonstiges
- Der amerikanische Name der Serie und auch der Titelsong im Amerikanischen ist ein Hit von den Romantics aus den 1980ern.
- Die Erfinder und Executive Producer der Serie waren zuvor Autoren und Executive Producer bei Friends.
- In der Serie gibt es auch Referenzen zu Beverly Hills, 90210, in der Jennie Garth die Rolle der Kelly Taylor spielt; außerdem gibt es Gastauftritte von den männlichen Hauptdarstellern der Serie Jason Priestley (Brandon), Ian Ziering (Steve) und Luke Perry (Dylan); in einer Folge bezeichnete Todd Valerie als Brenda (Brenda, die von Shannen Doherty verkörpert wurde, war eine der weiblichen Hauptcharaktere in Beverly Hills, 90210).
- 2005 kürzte The WB die 4. Staffel der Serie unerwartet auf 18 Folgen.
- Die komplette erste Staffel erschien am 25. Januar 2008 in Deutsch auf DVD. Für die Home-Entertainment-Version wurde der Titelsong What I Like About You geändert, was heftige Proteste der Fans nach sich zog.
- Die beiden Hauptdarstellerinnen Jennie Garth und Amanda Bynes haben am gleichen Tag (3. April) Geburtstag.